# All For One Caribbean 2013
All For One Caribbean 2013 was de 1ste editie  van het liedjesfestival. Het werd gehouden in de Martinikaanse hoofdstad Fort-de-France.

## Format

### Liedjes
Alle landen waren verplicht één artiest in te zenden die elk twee liedjes moesten zingen. Elk land had ook een jurylid afgevaardigd die de andere landen moest quoteren met een score op 100 punten.
Er namen negen landen deel aan het festival.

### Presentatoren
Er waren twee presentatoren voor de eerste editie van het festival. Gee Money presenteerde volledig in het Engels, terwijl zijn collega Dhina Nicolas het festival presenteerde in zowel het Frans als het Spaans.

## Uitslag
| Plaats | Land                   | Taal                                | Artiest          | Lied                          | Punten |
| ------ | ---------------------- | ----------------------------------- | ---------------- | ----------------------------- | ------ |
| 1      | Saint Lucia            | Engels                              | Mongstar         | St Lucia we love Glo koko     | 622    |
| 2      | Martinique             | Frans                               | Loraine Zacharie | Lumina Misie A                | 617    |
| 3      | Haïti                  | Haïtiaans-Creools Haïtiaans Creools | Darline Desca    | Pwofesi A plein temps         | 590    |
| 4      | Trinidad en Tobago     | Engels                              | Fireball         | Yes you are Baby              | 588    |
| 5      | Cuba                   | Engels Spaans                       | Luna Manzanares  | Someone like you El son       | 567    |
| 6      | Barbados               | Engels                              | Joshua Gay       | This is me A voice in my head | 564    |
| 7      | Sint-Maarten           | Engels                              | Oswald           | Mi vida My baby yolo          | 553    |
| 8      | Dominica               | Engels                              | Joy Stoute       | Let me love you Protogez      | 552    |
| 9      | Dominicaanse Republiek | Engels Spaans                       | Anya Acosta      | To love you more Mi realidad  | 528    |

## Scorebord
| Deelnemers             | BB | CU | DM | HT | MQ | DO | LC | SM | TT |
| ---------------------- | -- | -- | -- | -- | -- | -- | -- | -- | -- |
| Barbados               |    | 85 | 45 | 72 | 69 | 89 | 67 | 69 | 68 |
| Cuba                   | 83 |    | 65 | 75 | 74 | 75 | 72 | 53 | 70 |
| Dominica               | 70 | 68 |    | 75 | 66 | 66 | 70 | 72 | 65 |
| Haïti                  | 69 | 74 | 78 |    | 82 | 85 | 64 | 76 | 62 |
| Martinique             | 80 | 80 | 80 | 80 |    | 65 | 80 | 77 | 75 |
| Dominicaanse Republiek | 78 | 65 | 65 | 69 | 63 |    | 55 | 66 | 67 |
| Saint Lucia            | 81 | 70 | 85 | 72 | 78 | 91 |    | 75 | 70 |
| Sint-Maarten           | 70 | 62 | 65 | 70 | 80 | 76 | 60 |    | 70 |
| Trinidad en Tobago     | 69 | 70 | 70 | 71 | 75 | 76 | 80 | 77 |    |

## Hoogste punten
| Aantal keer hoogste punten | Land               | Gekregen van                                         |
| -------------------------- | ------------------ | ---------------------------------------------------- |
| 4                          | Martinique         | Haïti, Saint Lucia, Sint-Maarten, Trinidad en Tobago |
| 2                          | Saint Lucia        | Dominica, Dominicaanse Republiek                     |
| 2                          | Trinidad en Tobago | Saint Lucia, Sint-Maarten                            |
| 1                          | Barbados           | Cuba                                                 |
| 1                          | Cuba               | Barbados                                             |
| 1                          | Haïti              | Martinique                                           |